# Merodeadores (historieta)
Los Merodeadores (Marauders) son un grupo de mutantes, súper villanos, pertenecientes al universo de Marvel Comics, enemigos de los X-Men.
Fueron creados por Chris Claremont, John Romita Jr. y Dan Green, realizaron su primera aparición en el número 210 de Uncanny X-Men vol. 1 (octubre de 1986).

## Biografía ficticia

### Origen
Los Merodeadores son criminales al servicio de Mr. Siniestro, científico que dedicó su vida al estudio de la genética y, en particular, de las mutaciones. En los tiempos en que Mr. Siniestro era conocido con Nathaniel Essex, Los Merodeadores eran un sencillo grupo de criminales contratados por Essex para secuestrar a posibles mutantes deformes y huérfanos para poder realizar sus experimentos. Muchos de estos criminales, incluyendo a su líder, Cootie Tremble, fueron convertidos en cyborgs después que accidentalmente despertaran a Apocalipsis.
Uno de los Merodeadores, Oscar Stamp, se arrepintió de los crímenes cometidos y en resarcimiento adoptó a un pequeño niño llamado Daniel, una de las víctimas del científico Essex. Juntos, viajaron a Estados Unidos y cambiaron su apellido a Summers en honor al viajero del tiempo, Cíclope, quien es verdadero descendiente de Daniel.
Miembros:
- Cootie Tremble.
- Oscar Stamp, más tarde sería Oscar Summers.
- Pat.
- Billy.
- Reggie.

### Masacre Mutante
Mr. Siniestro tenía conocimiento de la existencia de la sociedad subterránea conocida como los Morlocks, a la cual decidió poner fin debido a que los "genes deformes" que portaba cada individuo, ponían en peligro el desarrollo de los "buenos genes" mutantes. Además, sabía que detrás de la creación de los Morlocks estaba la Bestia Oscura, una misteriosa criatura proveniente de una realidad alterna y rival de Siniestro. Para acabar con Los Morlocks reclutó a un ladrón profesional que le debía un favor por restablecer el equilibrio de sus poderes mutantes, Gambito, para que formara el grupo del que estaría a cargo: Los Merodeadores.
El integrante de los Merodeadores, Scalphunter, servía a Mr. Siniestro desde la Segunda Guerra Mundial y fue él personalmente quien reclutó a Sabretooth.
Los integrantes de los primeros Merodeadores fueron:
- Arco Voltaico / Arclight (Philippa Sontag): Una mutante en una búsqueda constante de batallas. Es capaz de crear ondas de choque (parecido a Avalancha). Luchó en la Guerra de Vietnam junto a las tropas estadounidenses; sus recuerdos de esa época todavía la acechan. Está enamorada de su compañero de grupo Scalphunter.
- Gambito (Remi LeBeau): Antes de entrar en los X-Men, fue contratado por Mr. Siniestro para formar a los Merodeadores. Responsable de la muerte de cientos de Morlocks, mantuvo en secreto su participación en la Masacre Mutante a los X-Men, hasta que Rogue, absorbió sus recuerdos y descubrió su secreto.
- Arpón / Harpoon (Kodiak Noatak): Un joven inuit capaz de recargar objetos, usualmente los arpones que siempre lleva consigo, con distintos tipos de energía, electromagnética o bio-energía.
- Malicia / Malice: Una de las más fieles vasallas de Siniestro. Es una mutante, cuyo poder es el de poseer a personas. Utiliza el reflejo de un espejo para revelarse; no posee cuerpo propio y vive en forma de espíritu. Fue conocida entre los Merodeadores por poseer a Polaris.
- Prisma / Prism: Es un mutante con un cuerpo de cristal, y tiene la habilidad de desviar o reflejar la mayoría de los ataques de energía, estos ataques no incluyen los impactos psíquicos; a menudo subestima la fragilidad de su cuerpo.
- Marea / Riptide (Janos Quested): Es un mutante cuya habilidad consiste en girar su cuerpo a alta velocidad y luego lanzar cuchillas y otros objetos afilados que, dependiendo del grado de velocidad, pueden atravesar el acero e infligir graves daños en sus enemigos. En la misión asignada por Siniestro que consistía en exterminar a los Morlocks, fue el responsable de las graves heridas ocasionadas a Nightcrawler y Coloso.
- Dientes de Sable / Sabretooth (Victor Creed): El viejo enemigo de Wolverine.
- Cazador de Cabelleras / Scalphunter (John Greycrow): Es el asesino más despiadado del grupo. Tiene la habilidad de alterar la configuración de cualquier dispositivo electrónico, tecnomutación, utilizando este poder para crear, en su mayoría, armas de fuego. Además tiene la habilidad de regeneración por lo cual sobrevivió a su ejecución en la Segunda Guerra Mundial.
- Disruptor / Scrambler (Kim Il Sung): Es el más joven de todos los Merodeadores, además de ser un psicópata. Es un mutante coreano que puede alterar campos electromagnéticos, mecánicos, psíquicos y trastornar las habilidades de otros mutantes, con solo tocarlos.
- Vértigo: Es nativa de la Tierra Salvaje, luego se unió al grupo de asesinos conocido como los Merodeadores, sus poderes mutantes le permiten inducir estados extremos de desorientación e inconsciencia.

Poco tiempo después de establecer el grupo, Gambito los guio a través de los túneles subterráneos de Nueva York, tras lo cual dio inicio a la matanza sistemática de los Morlocks. Inconsciente del verdadero propósito de los Merodeadores, Gambito intentó detenerlos, pero sólo pudo salvar a una niña Morlock llamada Sarah (que se convertiría en la mutante Marrow/Médula). Los Merodeadores se enfrentaron a los X-Men, aliados de los Morlocks, además de otros superhéroes como Thor, Power Pack, X-Factor y los Nuevos Mutantes. Eventualmente los X-Men y demás héroes detuvieron la masacre. De los Merodeadores, Riptide/Marea murió a manos de Coloso. No obstante, hirieron gravemente a los X-Men Nightcrawler/Rondador Nocturno, Coloso y Kitty Pryde.

### Después de la Masacre
Después del brutal crimen contra los Morlocks, los Merodeadores siguieron trabajando a las órdenes de Mr. Siniestro. Ellos llevaron a cabo un intento de asesinato contra Madelyne Pryor, la esposa de Cíclope, secuestrando en el acto a su hijo, el pequeño Nathan.
Más tarde, durante los eventos de la saga Infierno, los Merodeadores a las órdenes de Siniestro, combatieron a los X-Men y X-Factor. En la batalla, la Mansión X quedó destruida, y todos los Merodeadores (excepto Sabretooth), murieron en el derrumbe.

### Resurrección
Tiempo después, los X-Men visitaron un laboratorio secreto de Mr. Siniestro en Alaska. Allí, se encontraron con versiones degradadas de Riptide/Marea y Sabretooth, y la mutante Threnody/Responso, les reveló el archivo genético con el cual Siniestro contaba, y que le permitía utilizar ADN de los Merodeadores, y de otras personas, para clonarlos.
Eventualmente, los Merodeadores Scalphunter y Arclight, reaparecieron combatiendo al héroe futurista X-Man.
Más tarde, los Merodeadores resurgen, caracterizados como esbirros de Apocalpsis y combaten contra Cable.

### Messiah Complex
En un intento por obtener los diarios de la mutante vidente Destiny/Destino, que se encontraban en la Mansión X, un ejército de Merodeadores atacaron a los X-Men. Esta encarnación del equipo se compone de la alineación original clonada (excepto Sabretooth), así como de Lady Mastermind/Lady Mente Maestra, Fuego Solar, Gambito, Mystique/Mística y Omega Sentinel/Centinela Omega (poseída por Malice), que se han aliado con los Acólitos: Exodus/Éxodo, Random, Frenzy/Frenesí (Joanna Cargill), Tempo y Carmella Unuscione.
Fuego Solar y Gambito también atacan a Cable, y destruyen su base marítima, Providence. El Merodeador Harpoon, también asesino al asesino español Vargas, quien también perseguía a los diarios. Mientras, en la batalla en la Mansión X, Hombre de Hielo y Bala de Cañón destruyen los diarios.
Más tarde, los Merodeadores llegan a Alaska y matan a algunos Purifiers/Purificadores con la pérdida de Blockbuster y Prisma, sin encontrar al niño mutante "mesías". Más tarde, los Merodeadores luchan contra los X-Men en la Base de Siniestro en la Antártida. La batalla final se lleva a cabo en la Isla Muir, donde aparentemente, todos los Merodeadores mueren.
Más tarde, un contingente de Merodeadores clonados, combaten al mutante Vanisher/Desvanecedor.
Los Merodeadores han vuelto, con un motivo aún no determinado. La nueva alineación se compone de: Arclight/Arco Voltaico, Blockbuster/Machacador, Arpón, Prisma, y Vanisher/Desvanecedor, con Chimera/Quimera como su nueva líder.

## Otras versiones

### Era de Apocalipsis
En la Era de Apocalipsis, los Merodeadores eran una banda terrorista al servicio de Apocalipsis. Debido a que era solo simples humanos, utilizaban discos voladores y guantes de energía para causar estragos en la ciudad de Wakanda, hasta que fueron asesinados por Gwen Stacy y Clint Barton. Los Merodeadores eran Dirigible (Wilson Fisk), Red (Norman Osborn), Arcade, y Owl.

### Dinastía de M
En Dinastía de M, Los Merodeadores son un grupo encubierto liderado por Callisto y compuesto por T-Rex, Mammomax, Blob/Mole, Banshee, Sunder/Rompedor, Black Tom Cassidy/Tom el Negro y Caliban. Tenían la tarea de capturar a Nocturna.

### Ultimate Merodeadores
En el Universo Ultimate, los Merodeadores son un grupo supremacista de humanos de raza blanca bajo el mando de Arnim Zola.

## En otros medios

### Televisión
- Los Merodeadores como grupo no aparecen en X-Men. Sabretooth es un importante villano recurrente, pero generalmente se lo ve trabajando solo. Además, los subordinados principales de Mister Siniestro son en cambio los Nasty Boys/Chicos Malos y los Savage Land Mutates. Vértigo pertenece a este último grupo y se ve más tarde con los Nasty Boys en la historia "Más allá del bien y el mal".
- Los Merodeadores aparecen en la serie animada Wolverine and the X-Men, en el episodio de "fuerza excesiva". Se compone de Mr. Siniestro, Arclight, Blockbuster, Harpoon, Vértigo y el Hombre Múltiple. Al igual que los cómics, tienden a recolectar ADN mutante por la fuerza para los planes de Mister Siniestro de crear el "Mutante definitivo". Cyplops terminó interrumpiendo sus misiones en el momento en que Cyclops pensaron que Mr. Siniestro tenía a Jean Grey. En el episodio "Ángel Guardián", Mr. Siniestro transforma a Ángel en Arcángel como una forma de restaurar sus alas. Archangel se convierte en un Merodeador completo en el episodio "Shades of Grey" en el que él y los otros Merodeador (a saber, Arclight, Blockbuster y Vértigo) son capturados pero escapan. La escena final mostró que Mister Siniestro y los Merodeadores están aliados con Apocalipsis.

### Videojuegos
- Los Marauders aparecen en el videojuego Deadpool. El grupo está liderado por Mister Siniestro y consta de Vértigo, Riptide, Blockbuster y Arclight.[15]